# Club Africain
Club Africain je tuniský fotbalový klub z města Tunis. Hraje tuniskou nejvyšší ligu Championnat de Tunisie. Hraje na stadionu Stade Olympique de Radès. Barvami jsou červená a bílá.

## Historie
Klub byl založen roku 1920.

## Úspěchy
- Tuniská 1. liga (13): 1946-47, 1947–48, 1963–64, 1966–67, 1972–73, 1973–74, 1978–79, 1979–80, 1989–90, 1991–92, 1995–96, 2007–08, 2014–15
- Tuniský pohár (13): 1964–65, 1966–67, 1967–68, 1968–69, 1969–70, 1971–72, 1972–73, 1975–76, 1991–92, 1997–98, 1999–2000, 2016–17, 2017–18
- Pohár mistrů CAF (1): 1991
- Arabský Pohár mistrů (1): 1997
- Arabský Pohár vítězů pohárů (1): 1995
- Severoafrický Pohár mistrů (2): 2008, 2010
- Pohár mistrů Maghrebu (3): 1974, 1975, 1976
- Pohár vítězů pohárů Maghrebu (1): 1971